# Hubert Labrie
Hubert Labrie (* 12. Juli 1991 in Victoriaville, Québec) ist ein kanadischer Eishockeyspieler, der seit Juli 2025 bei den Assurancia de Thetford aus der Ligue Nord-Américaine de Hockey (LNAH) unter Vertrag steht. Zuvor spielte der Verteidiger zehn Jahre lang für verschiedene Teams in der American Hockey League (AHL) und war vier Spielzeiten für die Iserlohn Roosters in der Deutschen Eishockey Liga (DEL) aktiv.

## Karriere

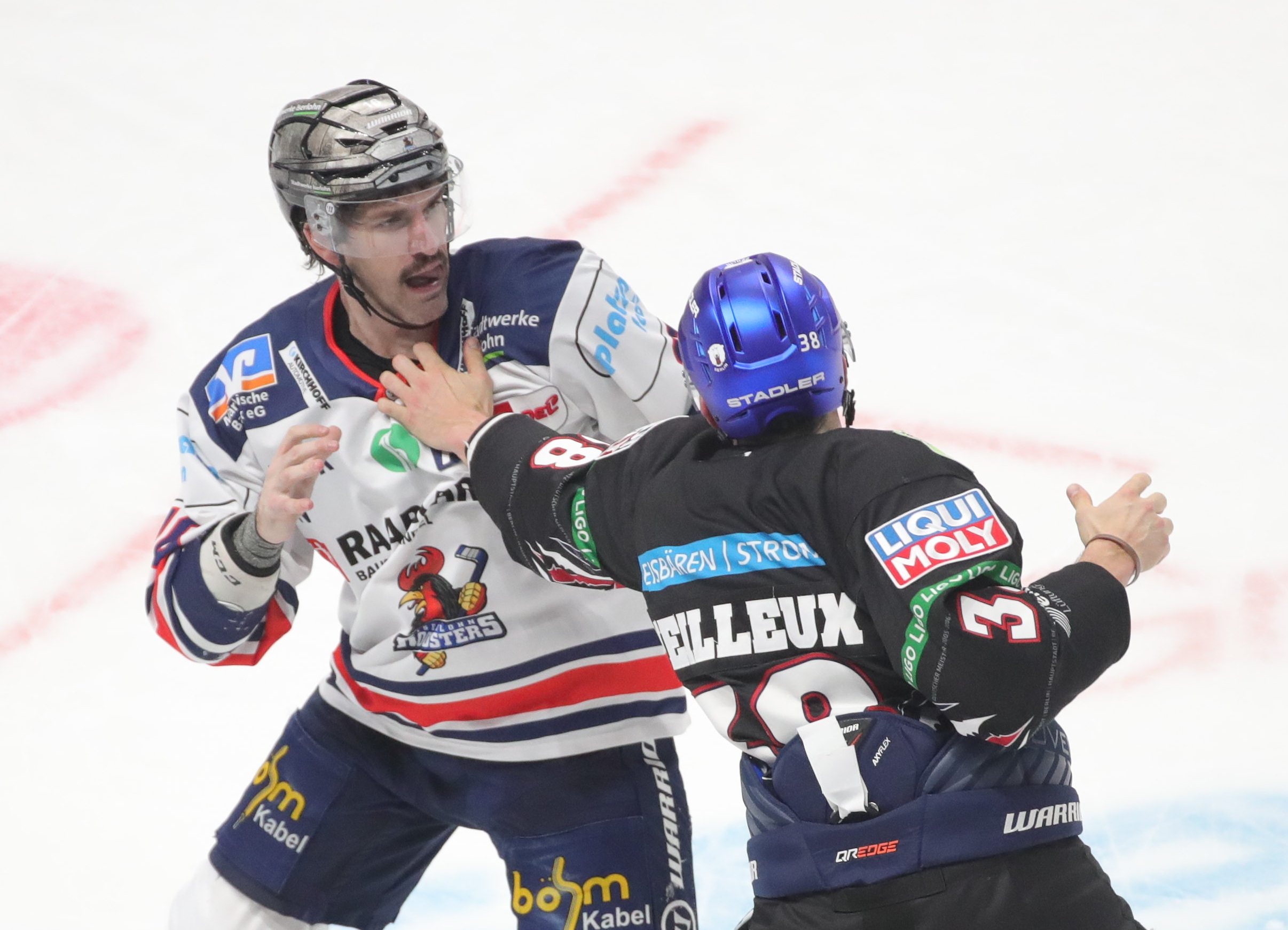
Labrie im Trikot der Iserlohn Roosters (2022)

Labrie verbrachte seine Juniorenzeit zwischen 2007 und 2011 in der kanadischen Juniorenliga Ligue de hockey junior majeur du Québec (LHJMQ), wo er in diesem Zeitraum für die Olympiques de Gatineau aktiv war. In seiner Rookiespielzeit gewann er mit der Mannschaft die Meisterschaft der LHJMQ in Form des Coupe du Président und nahm daher auch am prestigeträchtigen Memorial Cup teil.
Über gute Leistungen erhielt der Verteidiger, auch ohne bei einem NHL Entry Draft ausgewählt worden zu sein, bereits im September 2009 als Free Agent einen Vertrag bei den Dallas Stars aus der National Hockey League (NHL). Ab der Saison 2011/12 kam er in den Farmteams, den Texas Stars in der American Hockey League (AHL) und den Idaho Steelheads in der ECHL, zum Einsatz. Im Frühjahr 2014 gewann er mit den Texas Stars den Calder Cup. Der Sprung in die NHL gelang ihm jedoch nie. Zwischen 2014 und 2019 spielte er innerhalb von fünf Jahren für sechs unterschiedliche Franchises in der AHL, bevor er 2019 bei den Belleville Senators landete. Dort war er zwei Jahre lang Assistenzkapitän und erhielt zwischenzeitlich auch einen NHL-Vertrag beim Kooperationspartner Ottawa Senators.
Im Mai 2021 entschied sich Labrie für einen Wechsel nach Europa und unterzeichnete einen Vertrag bei den Iserlohn Roosters in der Deutschen Eishockey Liga (DEL). Seit der Saison 2023/24 ist er Kapitän der Mannschaft. In der Anfangsphase dieser Spielzeit verletzte er sich und fiel mehrere Wochen aus. Im März 2024 verlängerte der Kanadier seinen Vertrag in Iserlohn um eine weitere Saison, bevor er im Sommer 2025 in sein Heimatland zurückkehrte. Dort schloss er sich den Assurancia de Thetford aus der semiprofessionellen Ligue Nord-Américaine de Hockey (LNAH) an.

## Erfolge und Auszeichnungen
- 2008 Coupe-du-Président-Gewinn mit den Olympiques de Gatineau
- 2008 Goldmedaille beim Ivan Hlinka Memorial Tournament
- 2014 Calder-Cup-Gewinn mit den Texas Stars

## Karrierestatistik
Stand: Ende der Saison 2024/25

### International
Vertrat Kanada bei:
- World U-17 Hockey Challenge 2008
- Ivan Hlinka Memorial Tournament 2008

(Legende zur Spielerstatistik: Sp oder GP = absolvierte Spiele; T oder G = erzielte Tore; V oder A = erzielte Assists; Pkt oder Pts = erzielte Scorerpunkte; SM oder PIM = erhaltene Strafminuten; +/− = Plus/Minus-Bilanz; PP = erzielte Überzahltore; SH = erzielte Unterzahltore; GW = erzielte Siegtore; 1 Play-downs/Relegation; Kursiv: Statistik nicht vollständig)